# Stöten (film)
Stöten är en svensk kuppfilm från 1961 i regi av Hasse Ekman. I huvudrollerna ses Gunnar Hellström, Maude Adelson och Tor Isedal.

## Handling
De två unga brottslingarna Erik och Janne flyr från fängelset och börjar en stor kupp. De söker upp två gamla kamrater, Peter och Esse. De genomför först en mindre kupp för att skaffa medel till den större. De tvingar under pistolhot croupiern och spelarna på en spelklubb att lämna ifrån sig sina pengar. 
De lyckas väl med detta och ställer därför till med en fest. Under festen märks det att en viss missämja finns mellan kumpanerna. Erik träffar Mona, en kvinna som han beslutar sig för att hålla ihop med. Den stora kuppen som männen planerar kommer utifrån det de tror hjälpa dem att starta om på nytt. Kuppen ska utföras på Täby Galopp och planerna går i lås. 
Erik och Janne kommer undan med en stor summa pengar. De gör sig av med Peter och Esse genom att stänga in dem båda i ambulansen som använts för kuppen. Erik och Janne kör mot Köpenhamn. Mona får ta hand om pengarna och sätts på ett plan mot samma mål. Under tiden har Peter och Esse blivit fast i Stockholm, och situationen har förvärrats ytterligare då de dödat en polis. 
Nu är Erik och Janne efterlysta i Köpenhamn och deras försprång blir allt mindre. Köpenhamns polis kommer dem på spåren. 
Mona, som samtidigt väntar på ett hotellrum, blir spårad och förhörd. Erik och Janne försöker komma undan polisen men de fångas i en fälla och måste till slut ge sig.

## Om filmen
Filmen spelades in på flera platser, i Sverige: på Södermalm, i Filmstaden, på Långholmen, Stockholm, i Hötorgets tunnelbanestation och på Täby Galopp, Täby och i Danmark: på Kastrup, Köpenhamn och i Nyhavn, Köpenhamn. Den hade premiär 4 september 1961.
Stöten har visats flera gånger i SVT, bland annat i oktober 2018.

## Rollista
- Gunnar Hellström – Erik "Jerka", rånare
- Maude Adelson – Mona Hansson
- Tor Isedal – Janne, rånare
- Nils Hallberg – Peter Bergefrag, rånare
- Curt Masreliez – Esse, rånare
- Hjördis Petterson – fru Jansson
- Gunnar Nielsen – Bertil, vaktkonstapel
- Ann-Mari Wiman – Marianne, Bertils fru
- Harry Ahlin – Snyftarn
- Eric Stolpe – Hampe, boxare
- Bengt Eklund – croupieren på illegal spelklubb
- Margit Andelius – Monas hyresvärdinna
- Göthe Grefbo – Hotellreceptionist

## Filmens titel i andra länder
Filmen har internationellt haft andra namn än originaltiteln:
- Jaget i København (Danmark)
- Sendas de barro (Spanien)
- Blueprint for a Million (USA)

## Musik i filmen
- Originalmusik ur filmen Nattens ljus, kompositör Bengt Hallberg
- Romance Awakens, kompositör King Palmer
- Show Jumping, kompositör Frank Naylor
- Champagnegaloppen, kompositör Hans Christian Lumbye
- Teenage March, kompositör Jack Jordan
- George's Bad Habit, kompositör Trevor Duncan
- M–83, kompositör Rune Öfwerman
- I himmelen, i himmelen, text Laurentius Laurinus
- Finns det flickor, ja då finns det kyssar, kompositör Jules Sylvain, text Gösta Stevens, framförd av Tor Isedal

## DVD
Filmen gavs ut på DVD år 2016.